# Jüdischer Friedhof (Worms-Pfeddersheim)

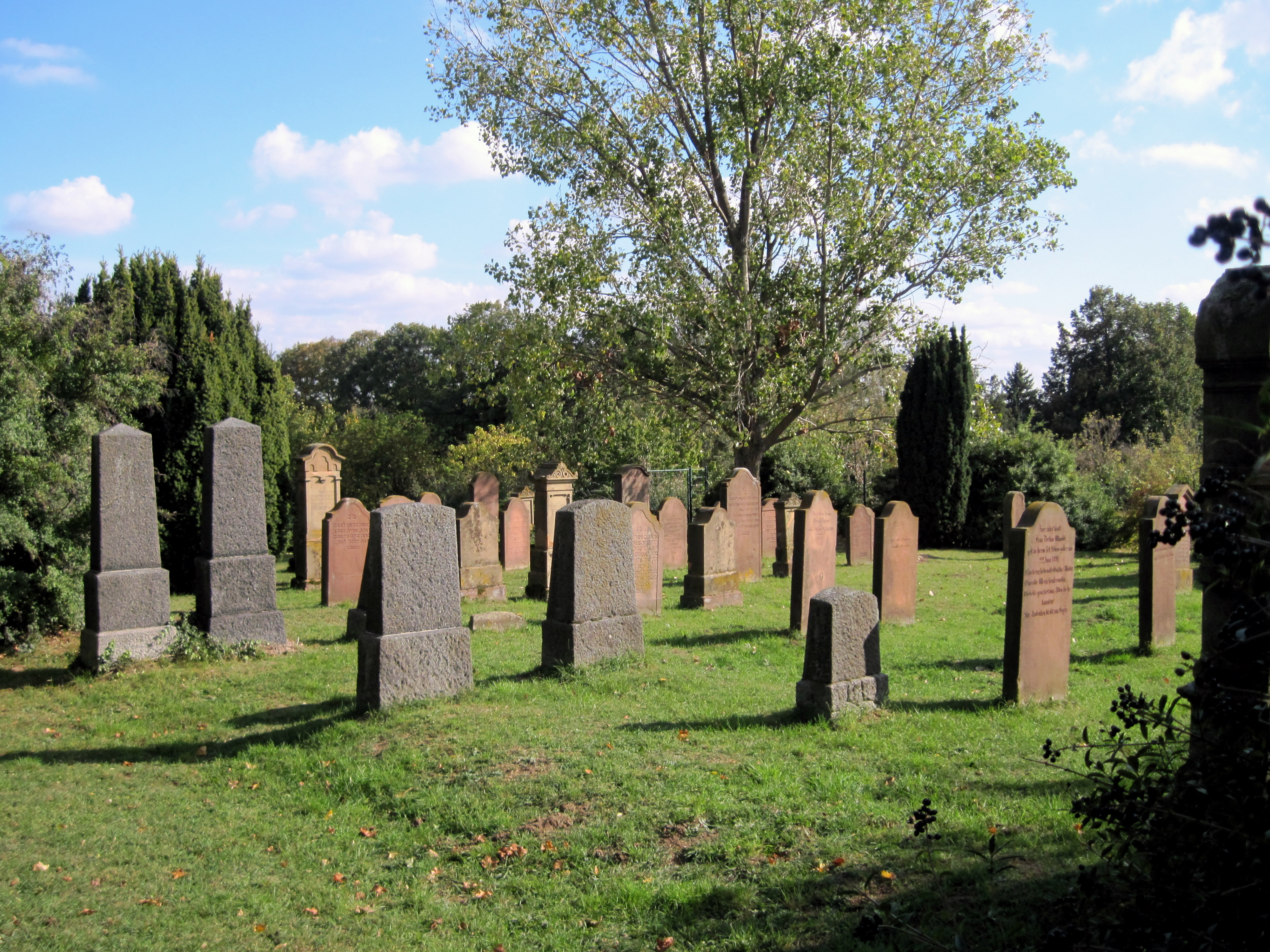
Jüdischer Friedhof in Worms-Pfeddersheim

Der Jüdische Friedhof Worms-Pfeddersheim ist ein jüdischer Friedhof im Wormser Stadtteil Worms-Pfeddersheim mit 65 erhaltenen Grabsteinen (Mazewot) von 1834 bis 1937. Er liegt oberhalb des kommunalen Friedhofs an der Leiselheimer Straße und ist ein geschütztes Kulturdenkmal.
Obwohl jüdische Einwohner in Pfeddersheim dauerhaft ab 1648 nachweisbar sind, wurde der jüdische Friedhof in Pfeddersheim erst 1832 angelegt; zuvor wurde der Friedhof in Dalsheim genutzt, während die Juden zur Gemeinde in Worms gehörten. Zur Anlage des Friedhofs kauften Pfeddersheimer Juden einen Acker von 874 m² nordöstlich der Kleinstadt. Nach der Gründung einer eigenen Pfeddersheimer Gemeinde und dem Bau einer Synagoge 1834 wurden auch die Leiselheimer und Pfiffligheimer Juden Gemeindemitglieder in Pfeddersheim und durften deshalb den Friedhof ebenfalls nutzen. Im selben Jahr kaufte die Horchheimer Gemeinde Beerdigungsrechte auf dem Pfeddersheimer Friedhof.
Während der Zeit des Nationalsozialismus wurde der Friedhof verwüstet. Bei einer Friedhofschändung am 6. April 1991 wurden 40 Grabsteine umgeworfen und zum Teil zertrümmert. 1992 und 2005 kam es erneut zu Übergriffen auf den Friedhof.